# بلال کمریه
بلال کمریه (انگلیسی: Bilal Kamarieh؛ زادهٔ ۱۴ اوت ۱۹۹۶) بازیکن فوتبال اهل آلمان است.